# Nuestra Señora de la Soledad (novela)
Nuestra Señora de la Soledad es una novela de la escritora chilena Marcela Serrano. Publicada en 1999, es su quinta novela para la editorial Alfaguara. Según la sinopsis de Penguin Random House, grupo al que pertenece Alfaguara, "la obra sigue las huellas de Nosotras que nos queremos tanto, Antigua vida mía y El albergue de las mujeres tristes y rastrea entre las distintas soledades la mayor de todas, que es única, insondable y mujer". La trama, una intriga policial que narra la investigación sobre la desaparición de una famosa escritora, se desarrolla en Chile, alternando fragmentos en México y Estados Unidos; la obra "excede el género negro para dar paso a una verdadera novela de aprendizaje".
El libro lo escribió Serrano cuando residía en México y, como explicó la autora, el título tiene diferentes lecturas porque Nuestra Señora de la Soledad es la patrona de Oaxaca, la ciudad donde ella vivía, y la protagonista de la novela. Tanto la basílica que lleva el nombre de la Virgen como su imagen allí venerada ocupan un importante lugar en uno de los capítulos de la novela.

## Argumento
Carmen Ávila es una escritora chilena que ha desaparecido. Este enigma lo debe resolver la detective Rosa Alvallay, una mujer de 54 años, divorciada y madre de dos hijos.
Las pistas son los tres hombres que tuvo Carmen: su marido, un esquivo escritor mexicano y un guerrillero que fue su amante; y también la última frase que dejó la mujer desaparecida: "Me siento como una princesa en un minarete".

## Personajes
Carmen L. Avila Escritora desaparecida.
Rosa Alvallay Detective. 
Tomás Rojas Esposo de Carmen. 
Jillo Estadounidense mejor amiga de Carmen.
Martin Robledo Sánchez Escritor mexicano, amigo de Carmen.
Pamela Hawthorne Heroína ficticia de las Novelas de Carmen.
Jane Tía de Carmen.
Georgina Sirvienta de Tomas Rojas y Carmen.
Sra. Alicia Exesposa de Tomas Rojas.
Vicente/Vicentico Hijo de Carmen L. Ávila
Ana María Rojas Hija de Tomas Rojas y Alicia.
Roberto Hijo de Rosa Alvallay.
Gloria Exasistente y familiar de Carmen.
Claudia Actual asistente de Carmen.
Hugo Exesposo de Rosa
Santiago Blanco Escritor mexicano, amigo de Carmen.